# Storm-Z
Storm-Z é uma série de unidades militares penais estabelecidas pela Rússia em abril de 2023.

## História

### Formação
A existência das unidades Storm-Z foi descoberta pela primeira vez em 6 de abril, quando as forças ucranianas capturaram documentos detalhando seu recrutamento penal e formações. O Ministério da Defesa da Rússia modelou as unidades seguindo o recrutamento penal do Grupo Wagner após o rompimento com o líder do Wagner, Yevgeny Prigozhin. Os membros das unidades são recrutados de prisões russas sob a premissa de que um serviço bem-sucedido resultaria em uma redução de suas sentenças, além de lhes render US$ 2.200 por mês. O Instituto para o Estudo da Guerra avaliou que as unidades Storm-Z seriam anexadas às forças russas que estão sofrendo de fadiga de batalha. Eles também relataram que cada companhia consiste em 100 homens divididos em quatro equipes de captura de 10 pessoas cada, quatro equipes de apoio ao fogo de 10 pessoas cada, um elemento de comando de 2 pessoas, um grupo de engenharia de combate de 5 pessoas, um grupo de reconhecimento de 8 pessoas, um grupo médico de evacuação de 3 pessoas e uma equipe de 2 pessoas para veículos aéreos não tripulados (VANT). Cada companhia recebe apenas 10 a 15 dias de treinamento antes de ser enviada para combate ativo, principalmente em combates urbanos na Batalha de Bakhmut e na Batalha de Avdiivka. Vários comandos e unidades russas tiveram companhias Storm-Z anexadas a eles, aparecendo pela primeira vez no 8.º Exército de Armas Combinadas da Rússia e no 1.º Corpo de Exército, as forças armadas da autoproclamada República Popular de Donetsk.

### Contraofensiva ucraniana
Os combatentes das unidades Storm-Z disseram que suas unidades sofrem com liderança incompetente, falta de suprimentos e equipamentos defeituosos. Três prisioneiros de guerra das Storm-Z relataram à CNN sobre a rotineira falha de artilharia, barragens de foguetes imprecisas e comandantes sob a influência de analgésicos que dão "ordens sem sentido". Eles também afirmaram que obter comida e água exigia caminhar 5 km através de um campo minado. As unidades também sofrem com baixa moral e, quando têm a chance, se rendem em grande número às forças ucranianas. Durante os primeiros dias da contraofensiva ucraniana de 2023, um grande contingente de soldados penais, assim como recrutas, se rendeu fora de Velyka Novosilka. Esses prisioneiros confirmaram relatos de que unidades veteranas do exército russo estão posicionadas atrás de unidades compostas por soldados penais e recrutas, atuando como tropas de barreira para atirar em qualquer um que tente recuar ou se render. Pouco depois, uma dessas instâncias de forças de barreira abrindo fogo contra unidades russas em retirada foi capturada em vídeo por um drone ucraniano. As unidades Storm-Z também foram implantadas na linha Svatove-Kreminna, realizando "ataques altamente desgastantes" contra posições ucranianas, com duas divisões das Forças Aerotransportadas Russas, as 76.ª e 98.ª Divisões Aerotransportadas de Guardas, atuando como suas tropas de barreira.

### Rebelião do Grupo Wagner
Durante a rebelião do Grupo Wagner, várias unidades Storm-Z juraram lealdade ao grupo paramilitar e prometeram ajudar Yevgeny Prigozhin a derrubar a estrutura militar russa. No entanto, após Prigozhin encerrar a rebelião e voltar com suas colunas pouco antes de Moscou, essas unidades Storm-Z o acuaram sde "covardia" e afirmaram que ele os "traiu". Eles continuaram dizendo que, devido ao seu apoio ao Wagner, seus comandantes começaram a impor punições às unidades desleais. As unidades Storm-Z são supervisionadas pelo Chefe do Diretório Principal de Organização e Mobilização do Estado-Maior General, o General do Exército Yevgeni Burdinskiy, que tem sido fortemente criticado por nacionalistas russos por sua incapacidade de prestar contas de todas as unidades Storm-Z.